# 四つ葉のクローバー (ロイテルの曲)
「四つ葉のクローバー」（よつばのクローバー、英語: Four-Leaf Clover）は、アメリカ合衆国の詩人エラ・ヒギンソン (Ella Higginson, 1862-1940) の詩「Four-Leaf Clover」に、ルドルフ・エルネスト・ロイテル が作曲した歌曲。ロイテルは作曲時、ベルリンの王立音楽演劇アカデミー（現在のベルリン芸術大学）の学生であり、1909年から1912年まで東京音楽学校（東京藝術大学音楽学部の前身）の音楽教師であった。東京音楽学校学友会『音楽』第1巻第6号（目黒書店、1910年7月5日）に収録された日本語詞つきの初版楽譜「四つ葉のクロバ」(Where the Four-leaf Clover grow) に、1907年3月にベルリンのヴィルマースドルフで作曲されたことを示す記述がある。
昭和戦前期の日本で、女学生などに愛唱されていた。表記には揺れがあり、「四つ葉」は「四葉」、「四ッ葉」、「クローバー」は「クローバ」、「クローヴァ」、「クローヴァー」と記されることがある。二葉あき子、関屋敏子らのレコードが制作され、また、当時出版されていた歌唱曲集に採録された。

## 歌詞
初版楽譜で「からたちのや」とされた日本語詞の翻訳者は、大正時代に出版された楽譜によって吉丸一昌とする記述と、乙骨三郎によるとする記述が伝わっているが、内容は同一である。
吉丸の名を挙げる、1941年の『女學生愛唱曲集 その一』（新興音楽出版社）に「四つ葉のクローバ」として収録された歌詞は以下の通りである。